# مودیلیانا
مودیلیانا (به ایتالیایی: Modigliana) یک کومونه در ایتالیا است که در استان فورلی-چزنا واقع شده‌است.

## خصوصیات
مودیلیانا ۱۰۱٫۲۵ کیلومترمربع مساحت و ۴٬۶۵۴ نفر جمعیت دارد و ۱۸۵ متر بالاتر از سطح دریا واقع شده‌است.